# 안진즈카역
안진즈카역(일본어: 安針塚駅、あんじんづかえき, 영어: Anjinzuka Station)은 일본 가나가와현 요코스카시에 있는 게이힌 급행전철 본선의 철도역이다. 역 번호는 KK56이다.

## 역 구조
성토 상에 있는 상대식 승강장 2면 2선의 고가역. 개찰구는 도로에 면하여 플랫폼 밑에 위치한다.
2007년부터 대규모 개량 공사를 하여, 개찰 내 대합실에 화장실과 엘리베이터가 신설됐다.
플랫폼 전체가 곡면에 접하고 있으며, 열차와 승강장 사이가 꽤 넓어 승강 시에 주의가 필요하다.

### 타는 곳
| 1 | 게이큐 본선 | 요코스카추오・게이큐 구리하마・우라가・미사키구치 방면                              |
| 2 | 게이큐 본선 | 요코하마・게이큐 가와사키・시나가와・센가쿠지・신바시・아사쿠사・인바니혼이다이방면 |

## 역세권 정보
주위에 평지는 부족하고, 경사지나 산 위에도 택지가 조성되고 있어, 대부분의 이용자는 주변의 주민이 중심이 된다.
- 게이큐 스토어 안진즈카 점
- 쓰카야마 공원
- 국도 제16호선
- 요코하마 DeNA베이 스타스 종합 연습장

## 역사
- 1934년 10월 1일: 군수부 앞역(일본어: 軍需部前駅)으로 개업.
- 1940년 10월 1일: 미우라안진의 공양탑의 이름을 따서 안진즈카역(일본어: 安針塚駅)으로 개명.
- 1941년 11월 1일: 쇼난 전기 철도의 합병으로, 게이힌 전기 철도의 역이 됨.
- 1942년 5월 1일: 게이힌 전기 철도의 합병으로 도쿄 급행 전철의 역이 됨.
- 1948년 6월 1일: 게이힌 급행 전철 발족, 게이힌 급행 전철의 역이 됨.

## 갤러리

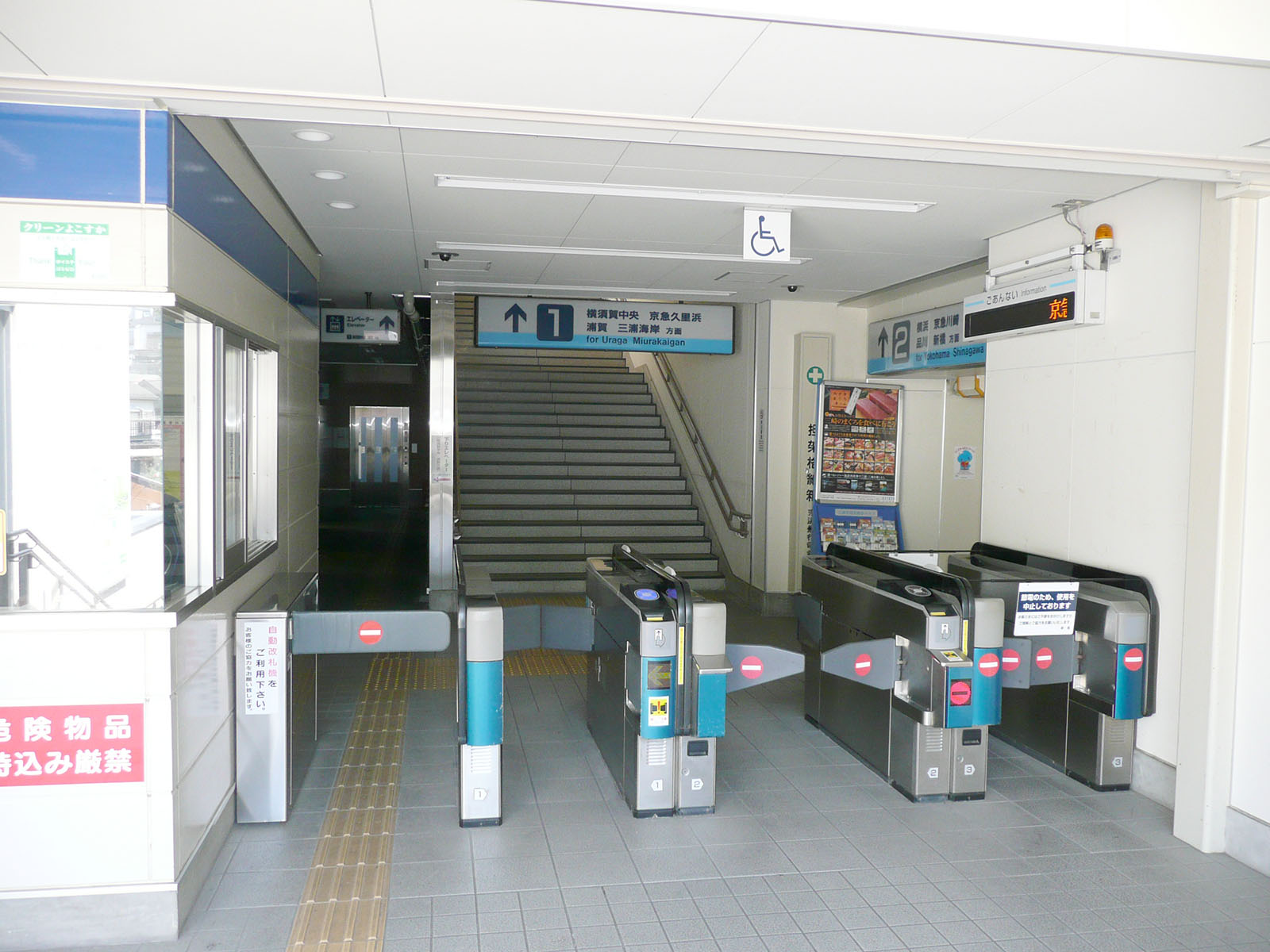
개찰구(2011년 8월)

## 인접역
| 게이힌 급행 전철 본선            | 게이힌 급행 전철 본선 | 게이힌 급행 전철 본선 |
| -------------------------------- | --------------------- | --------------------- |
| KK55 게이큐 다우라 시나가와 방면 | ■ 보통                | KK57 헤미 우라가 방면 |